# Jessica Littlewood
Jessica Littlewood (née en 1982 ou 1983) est une femme politique canadienne, elle est élue à l'Assemblée législative de l'Alberta lors de l'élection provinciale de 2015. Elle représente la circonscription de Fort Saskatchewan-Vegreville en tant qu'une membre du Nouveau Parti démocratique de l'Alberta.